# Municipio de Tiger Fork
El municipio de Tiger Fork (en inglés: Tiger Fork Township) es un municipio ubicado en el condado de Shelby en el estado estadounidense de Misuri. En el año 2010 tenía una población de 205 habitantes y una densidad poblacional de 1,55 personas por km².

## Geografía
El municipio de Tiger Fork se encuentra ubicado en las coordenadas 39°53′16″N 91°54′6″O / 39.88778, -91.90167. Según la Oficina del Censo de los Estados Unidos, el municipio tiene una superficie total de 132.57 km², de la cual 132,49 km² corresponden a tierra firme y (0,06 %) 0,08 km² es agua.

## Demografía
Según el censo de 2010, había 205 personas residiendo en el municipio de Tiger Fork. La densidad de población era de 1,55 hab./km². De los 205 habitantes, el municipio de Tiger Fork estaba compuesto por el 99,51 % blancos, el 0,49 % eran amerindios. Del total de la población el 0,49 % eran hispanos o latinos de cualquier raza.